# Гладких, Яков Емельянович
Яков Емельянович Гладки́х (3 апреля 1899, станица Новониколаевская, Кубанская область — 26 ноября 1975, станица Каневская, Краснодарский край) — советский офицер, участник Гражданской войны, майор, адъютант Е. И. Ковтюха.

## Биография
Родился 3 апреля 1899 года в семье казака  в станице Новониколаевская, Кубанская область. Окончил три класса церковно-приходской школы.
В начале 1918 записался добровольцем в отряд Беликова РККА. В июне 1918 — секретарь полкового революционного комитета 1-го Северо-Черноморского ревполка. В августе 1918 назначен адъютантом Е. И. Ковтюха, командующего 1-й левой колонной войск в районе станицы Гривенская на Таманском полуострове.
В августе—сентябре 1918 года участвовал в походе Таманской армии, отрезанной белогвардейцами от главных сил Красной армии на Таманском полуострове.
С 1919 года — комендант гарнизона города Вольска. В январе 1920 года участвовал в боях за освобождение Царицына, в составе 50-й Таманской стрелковой дивизии Е. И. Ковтюха. В августе 1920 года участвовал в речном десанте под командованием Е. И. Ковтюха и комиссара Д. А. Фурманова (600 штыков и сабель, 4 орудия, 15 пулемётов), ударившем в тыл С. Г. Улагая в станице Гривенская.
В октябре 1920 года переехал в Москву, где поступил на рабочий факультет МГУ. Записался в отряд особого назначения при ЦК РКП(б). В 1923 году назначен дежурным адъютантом в управлении командующего Московским военным округом Н. И. Муралова.
С мая 1924 — командир 1-й роты 65-го стрелкового полка 22-й стрелковой Краснодарской дивизии. В 1927 году окончил Владикавказскую пехотную школу комсостава. С октября 1927 — командир 4-й стрелковой роты 1-го батальона 134-го стрелкового Приднестровского полка 45-й Краснознамённой стрелковой дивизии.
В 1928 году награждён Орденом Красного Знамени за отличия в боях в Гражданской войну. В 1931 году принят в члены ВКП(б).
С 1932 года — командир моторизированного отряда 45-го механизированного корпуса. С начала 1933 года — командир разведывательного батальона. С ноября 1933 года — командир 31-го танкого батальона 2-й танковой бригады.
В 1935 году награждён в Кремле орденом Ленина по представлению В. К. Блюхера.
В 1937 году окончил Военную академию механизации и моторизации РККА в Москве. С марта 1937 года — командир танкового батальона 100-й стрелковой дивизии.
В 1938 году репрессирован и приговорён к 8 годам лагерей. Освобождён в 1946 году.
В 1957 году реабилитирован и восстановлен в партии.
Гладких стал прообразом Алексея Приходько, героя книги А. Серафимовича «Железный поток». В 1967 году снялся в советском художественном фильме Ефима Дзигана «Железный поток» по одноименной повести Александра Серафимовича, где был занят в роли красного командира Смирнюка.

## Награды
- Орден Ленина (1935)
- Орден Красного Знамени (20.02.1928[2])

## Сочинения
- Я. Е. Гладких. Моя жизнь. — Мариуполь: ОАО «ММК им. Ильича», 2006. — 204 с. — (Автобиографический очерк).